# Nápoly–Salerno-vasútvonal
A Nápoly–Salerno-vasútvonal egy normál nyomtávolságú, 3 kV egyenárammal villamosított, 54 km hosszúságú vasúti fővonal Olaszországban Nápoly és Salerno között.  A Nápoly és Portici közötti 9 km-es vonal volt Olaszország első vasútvonala, mikor 1839. október 3-án megnyílt.
Miután megnyílt 2008 májusában a Nápoly–Salerno nagysebességű vasútvonal a nagysebességű- és távolsági vonatok számára, a régi vonal jelentősége csökkent.